# Dreptacz barwny
Dreptacz barwny (Badister lacertosus) – gatunek chrząszcza z rodziny biegaczowatych i podrodziny dzierowatych. Zamieszkuje palearktyczną Eurazję od Półwyspu Iberyjskiego po Sachalin.

## Taksonomia
Gatunek ten opisany został po raz pierwszy w 1815 roku przez Jacoba Sturma. W pierwszej połowie XX wieku bywał przez część autorów traktowany jako odmiana dreptacza zmiennego (B. bullatus).

## Morfologia

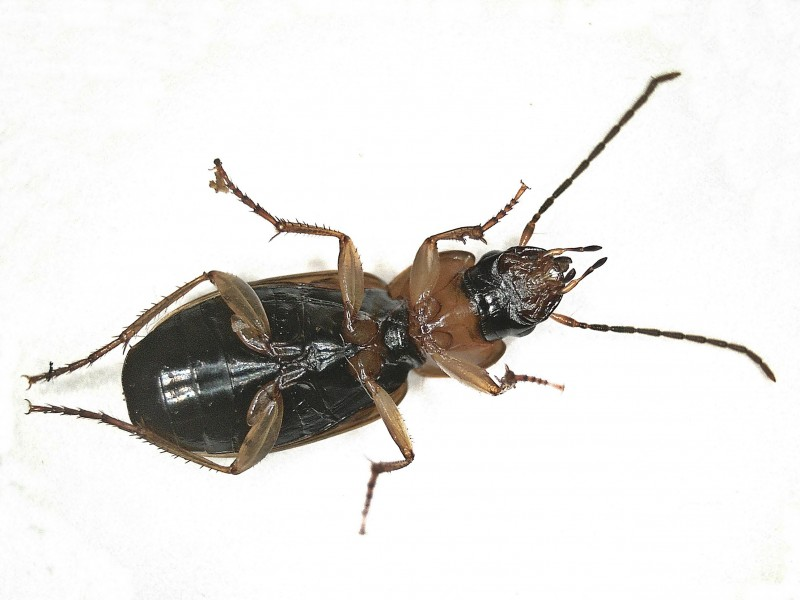
Widok od spodu

Chrząszcz o wydłużonym ciele długości od 5,5 do 7,1 mm, szerszym niż u dreptacza zmiennego. Samice mają głowę i przedplecze wyraźnie szersze niż samce.
Głowa jest czarna, wyraźnie węższa od przedplecza i nie dłuższa niż ono, wyraźnie krótsza niż u B. meridionalis. Czułki mają człon pierwszy żółty lub pomarańczowy z lekko przyciemnionym przodem, człony od drugiego do szóstego czerwonobrązowo przyciemnione, a człony dalsze brązowe. Warga górna jest na przedniej krawędzi ostro, V-kształtnie wycięta. Aparat gębowy ma dość mocno przed szczytem zakrzywione żuwaczki, z których prawa ma wykrojenie na krawędzi zewnętrzno-grzbietowej, a lewa jest niezmodyfikowana. Głaszczki są pomarańczowe lub czerwonobrązowe z częściowo lekko przyciemnionym szczytem ostatniego członu. Ostatni człon głaszczków szczękowych jest spiczasty.
Przedplecze jest czerwone, pomarańczowe lub żółtobrązowe, nieznacznie bardziej zwężone ku tyłowi niż ku przodowi, o podstawie niemal równej szerokości przedniej krawędzi. Tarczka jest czerwona, rzadziej brązowa lub czarna. Pokrywy są mocniej niż u dreptacza zmiennego wysklepione i mają w zarysie boki lekko wypukłe. Ich długość jest wyraźnie mniejsza niż u B. meridionalis. Na żółtoczerwonym, żółtobrązowym lub czerwonym tle mają czarny wzór, typowo złożony z dwóch nieco półksiężycowatych, zaczynających się od środka długości plam o prostych, prostopadłych do szwu krawędziach przednich (rzadziej o krawędziach nieco wklęsłych lub zafalowanych), ale niekiedy plamy rozbite są na kropkę przednią i tylną lub na kropkę wewnętrzną i zewnętrzną, czasem obecne jest też zaczernienie wokół tarczki. Międzyrzędy są gładkie. Powierzchnie pokryw mają po jednym chetoporze (punkcie szczecinkowym) przytarczkowym i po dwa (rzadko trzy) chetopory dyskalne. Irydyzacja powierzchni pokryw jest wyraźna, ale słabsza niż u B. meridionalis. Mikrorzeźba pokryw jest grubsza niż u B. meridionalis, ale drobniejsza niż u B. bullatus – składają się na nią poprzeczne, cienkie ryski w liczbie trzech lub czterech na 10 μm długości, o konturach wyraźnych przy powiększeniu 150-krotnym, ale rozmytych przy powiększeniu 90-krotnym. Na wierzchołkowej krawędzi pokryw brak jest włosków. Skrzydła tylnej pary są w pełni wykształcone. Episternity śródtułowia są ciemnobrązowe do czarnych, a barwa śródpiersia, zapiersia i odwłoka jest czarna. Odnóża są żółtoczerwone. Ostatni człon stóp ma szereg szczecinek na krawędziach brzuszno-bocznych.
Genitalia samca mają edeagus o szerokim, wydłużonym i na bocznych brzegach nieco wklęśniętym pierścieniu, kielniowatej paramerze prawej, a także szerokiej paramerze lewej z prawie prostą i pozbawioną wcięcia krawędzią nasadową, szeroko zaokrągloną krawędzią proksymalną, stopniowo, nieznacznie zaokrągloną krawędzią wierzchołkową oraz dość krzywym wyrostkiem nasadowym. Płat środkowy (prącie) jest trochę niesymetryczny, o dość długiej części końcowej, w widoku bocznym z wyraźnym, dobrzusznie skierowanym ząbkiem u wierzchołka. Genitalia samicy mają krótką, szeroką, czapeczkowatą torebkę kopulacyjną i długą, C-kształtną spermatekę ze spiralnie skręconą w lewo częścią odsiebną. Tylne części laterotergitów są krótkie, dzwonkowate i mocno zesklerotyzowane. Większość dość długich szczecinek mieczowatych na szczytowych krawędziach laterotergitów skierowana jest do nich pod kątem mniej lub bardziej ostrym. Pierwszy gonokoksyt ma kształt trójkątny, lejkowaty lub butelkowaty, drugi zaś jest bezładnie punktowany, o niemal prostym brzegu wewnętrznym i dość długiej, lekko zakrzywionej blaszce.

## Ekologia i występowanie
Owad rozmieszczony od nizin po przedgórza, zaliczany do mezofili leśnych, preferujący habitaty umiarkowanie wilgotne. Zasiedla zacienione stanowiska w lasach liściastych i mieszanych, na skrajach lasów oraz parkach, wilgotne zarośla, łąki oraz porośnięte roślinnością pobrzeża wód i mokradła. Chętnie kryje się pod butwiejącym listowiem. Na przyleśnych łąkach i w zaroślach często współwystępuje z podobnym dreptaczem zmiennym. Aktywne osobniki dorosłe zwykle obserwuje się od marca do października.
Gatunek transpalearktyczny. W Europie znany jest z Portugalii, Hiszpanii, Irlandii, Wielkiej Brytanii, Francji, Belgii, Holandii, Niemiec, Szwajcarii, Austrii, Włoch, Danii, Szwecji, Norwegii, Finlandii, Polski, Czech, Słowacji, Węgier, Białorusi, Ukrainy, Mołdawii, Bułgarii, Chorwacji, Bośni i Hercegowiny, Macedonii Północnej oraz europejskiej części Rosji. W Azji podawany jest z Kazachstanu, Kirgistanu oraz południowosyberyjskiej dalekowschodniej części Rosji, na wschód docierający do południowego Kraju Nadmorskiego i południowego Sachalinu. W Europie północna granica zasięgu gatunku dochodzi do 63° N, a w Azji do 60° N.
W Polsce jest spotykany stosunkowo rzadko i pojedynczo, na Słowacji i Morawach bywa pospolity miejscami, natomiast w Bohemii uchodzi za pospolitego na całym obszarze.